# Radio Bemba (banda)
Radio Bemba  o Radio Bemba Sound System es el grupo con el que actúa el cantautor Manu Chao en casi todos sus conciertos. 
Además del propio Manu Chao, los componentes fijos son: Gambeat, bajo eléctrico, Madjid Fahem, guitarrista y David Bourguignon, percusionista. El resto de los músicos es variable.
Los conciertos suelen ser largos y su estilo es más cercano al de la Mano Negra que las grabaciones en estudio de Manu Chao.

## Miembros de Radio Bemba en lagira2000/2001
- Manu Chao: voz y guitarra
- Gambeat: bajo eléctrico y voz

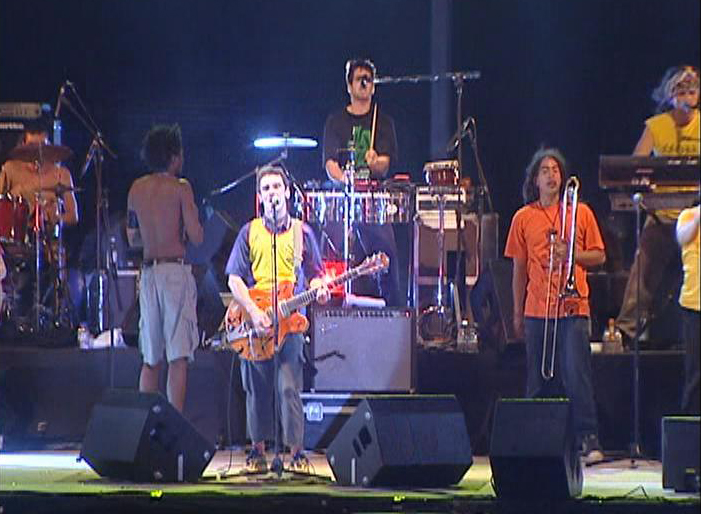
Concierto de Radio Bemba en Gijón, Asturias, España.

- David Bourguignon: batería y percusión
- B-Roy: acordeón
- Madjid Fahem: guitarra
- Julio Garcia Lobos: teclados
- Roy Paci: trompeta
- Gerard Casajús Guaita: batería y percusión
- Gianny Salazar: trombón
- Bidgi, apodado Lyricson: voz

## Radio Bemba en 2009-2010
- Manu Chao: voz y guitarra
- Gambeat: bajo eléctrico y voz
- David Bourguignon: batería y percusión
- Madjid Fahem: guitarra
- Philippe Teboul alias «Garbancito»: percusión
- Julio Garcia Lobos: teclados
- Angelo Mancini : trompeta

## Discografía
- 2002: Radio Bemba Sound System
- 2009: Baionarena

- Datos: Q7886801